# Villeherviers
 Villeherviers es una población y comuna francesa, en la región de Centro, departamento de Loir y Cher, en el distrito de Romorantin-Lanthenay y cantón de Romorantin-Lanthenay-Sud.

## Geografía
A 200 km en el sur de París, Villeherviers está situado en el corazón de  Sologne, a 3 km al este de Romorantin-Lanthenay.

## Demografía
| 396 | 406 | 359 | 342 | 533 | 498 | 481 |
| Para los censos de 1962 a 1999 la población legal corresponde a la población sin duplicidades (Fuente: INSEE [Consultar]) |     |     |     |     |     |     |

## Lugares y monumentos
- Estación de Villeherviers
- Caminos municipales de 55 km de longitud aproximadamente para descubrir la calidad abierta del bosque y de los estanques de Sologne;
- Una pista para ciclistas que úne a Villeherviers en el corazón de Romorantin;
- Una zona de pesca de 600 m de longitud situada sobre un terreno municipal de una superficie de 10 hectáreas de extremo riqueza biológica en ribete de Sauldre;
- La iglesia Santa Euverte[4] du XIII y XIV siglos entre los que la capa y la pila de agua bendita son clasificadas.